# 15 tháng 4
Ngày 15 tháng 4 là ngày thứ 105 trong mỗi năm thường (ngày thứ 106 trong mỗi năm nhuận ). Còn 260 ngày nữa trong năm.

## Sự kiện

### Trong Nước
- 1865 – Gia Định báo được xuất bản lần đầu tại Sài Gòn, đây là tờ báo tiếng Việt đầu tiên viết bằng chữ Quốc ngữ.
- 1950 – Thành lập Hoàng triều Cương thổ trực thuộc Quốc trưởng Bảo Đại.

### Quốc Tế
- 1850 – San Francisco được hợp nhất thành một thành phố của bang Califorina, Hoa Kỳ.
- 1865 – Andrew Johnson trở thành Tổng thống Mỹ thứ 17.
- 1912 – Tàu khách RMS Titanic chìm vào khoảng 2 giờ 40 phút sau khi đụng vào một tảng băng trôi, khiến hơn 1.500 người thiệt mạng.
- 1952 – Máy bay ném bom chiến lược B-52 Stratofortress của hãng Boeing thực hiện chuyến bay thử nghiệm đầu tiên.
- 1923 – Insulin bắt đầu được bán cho người bệnh tiểu đường.
- 1989 – Một cuộc tụ tập tập nhỏ diễn ra tại khu vực bia kỉ niệm Anh hùng Nhân dân tại Bắc Kinh nhằm tưởng nhớ Hồ Diệu Bang, khởi đầu Sự kiện Thiên An Môn.
- 1955 – Tiệm ăn McDonald's đầu tiên mở ở Des Plains, Illinois.
- 1983 – Disneyland Tokyo mở cửa.
- 1994 – Đại diện của 124 nước và Cộng đồng châu Âu ký Hiệp định Marrakesh, sửa đổi Hiệp định chung về Thuế quan và Thương mại và lập WTO (bắt đầu có hiệu lực từ ngày 1 tháng 1 năm 1995).
- 2002 – Máy bay Boeing 767-200 của Air China rơi xuống sườn núi trong lúc mưa nhiều và sương mù dày dặc gần Pusan, Hàn Quốc, làm chết 122 người.
- 2003 – Giết chóc ở Mosul: Lính Mỹ bắn vào những người phản đối chống lại Mỹ ở thành phố bắc Iraq Mosul, giết chết ít nhất 10 người Iraq tay không.
- 2019 – Nhà thờ Đức Bà Paris bị thiệt hại nặng nệ trong một vụ cháy lớn khiến 2 cảnh sát và 1 lính cứu hoả bị thương nhẹ và mất 8 tiếng để dập tắt đám cháy

## Sinh

### Việt Nam
- 1943 – Nguyễn Khoa Điềm, nhà thơ, nhà chính trị Việt Nam
- 1984 - Yến Trang, nữ ca sĩ người Việt Nam

### Các quốc gia khác
- 1452 – Leonardo da Vinci, họa sĩ Ý (m. 1519)
- 1489 – Mimar Sinan, kiến trúc sư Thổ Nhĩ Kỳ (m. 1588)
- 1552 – Pietro Cataldi, nhà toán học Ý (m. 1626)
- 1580 – George Calvert, 1st Baron Baltimore, nhà thực dân Anh (m. 1632)
- 1588 – Claudius Salmasius, nhà học giả cổ điển Pháp (m. 1653)
- 1641 – Robert Sibbald, nhà vật lý học Scotland (m. 1722)
- 1642 – Hoàng đế Suleyman II của đế quốc Ottoman (m. 1691)
- 1646 – Vua Christian V của Đan Mạch (m. 1699)
- 1651 – Robert Sibbald, nhà vật lý học Scotland (m. 1722)
- 1684 – Catherine I của Nga (m. 1727)
- 1688 – Johann Friedrich Fasch, nhà soạn nhạc Scotland(m. 1758)
- 1707 – Leonhard Euler, nhà toán học Thụy Điển (m. 1783)
- 1710 – William Cullen, nhà vật lý học Scotland (m. 1790)
- 1721 – Prince William Augustus, công tước của Cumberland, nhà chỉ huy quân đội Anh (m. 1765)
- 1772 – Étienne Geoffroy Saint-Hilaire, nhà tự nhiên học Pháp (m. 1844)
- 1793 – Friedrich Georg Wilhelm von Struve, nhà thiên văn học Đức (m. 1864)
- 1794 – Jean Pierre Flourens, nhà sinh lý học Pháp (m. 1867)
- 1800 – James Clark Ross, nhà thám hiểm Anh (m. 1862)
- 1809 – Hermann Grassmann, nhà toán học Đức (m. 1877)
- 1832 – Wilhelm Busch, nhà thơ Đức (m. 1908)
- 1843 – Henry James, tác giả Mỹ (m. 1916)
- 1858 – Émile Durkheim, nhà xã hội học Pháp (m. 1917)
- 1861 – Bliss Carman, nhà thơ Canada (m. 1929)
- 1874 – Johannes Stark, nhà vật lý học Đức, giải Nobel Vật lý (m. 1957)
- 1878 – Robert Walser, nhà văn Thụy Sĩ (m. 1956)
- 1879 – Melville Henry Cane, luật sư Mỹ (m. 1980)
- 1883 – Stanley Bruce, Thủ tướng Úc thứ 8 (m. 1967)
- 1885 – Tadeusz Kutrzeba, tướng Ba Lan (m. 1947)
- 1886 – Nikolay Gumilyov, nhà thơ Nga (m. năm 1921)
- 1888 – Maximilian Kronberger, nhà thơ Đức (m. 1904)
- 1889
  - Thomas Hart Benton, người vẽ tranh tường Mỹ (m. 1975)
  - A. Philip Randolph, nhà hoạt động xã hội Mỹ (m. 1979)
- 1892 – Corrie ten Boom, người sống sót sau vụ Holocaust (m. 1983)
- 1894 – Bessie Smith, ca sĩ hát nhạc Blues Mỹ (m. 1937)
- 1895 – Clark McConachy, vận động viên billiard Newzealand (m. 1980)
- 1896 – Nikolay Nikolayevich Semyonov, nhà hóa học Nga, giải Nobel hoá học (m. 1986)
- 1901 – Joe Davis, vận động viên Snooker Anh (m. 1978)
- 1902 – Fernando Pessa, nhà báo Bồ Đào Nha (m. 2002)
- 1907 – Nikolaas Tinbergen, nhà nghiên cứu chim Hà Lan, giải Nobel Y học (m. 1988)
- 1912 – Kim Il Sung (Kim Nhật Thành), Chủ tịch Triều Tiên (m. 1994)
- 1916 – Alfred S. Bloomingdale, thương gia Mỹ (m. 1982)
- 1917 – Hans Conried, nam diễn viên Mỹ (m. 1982)
- 1920 – Richard von Weizsäcker, Tổng thống Đức (m. 2015)
- 1921 – Georgi Beregovoi, phi hành gia Liên Xố (m. 1995)
- 1922
  - Michael Ansara, nam diễn viên Syri–Mỹ (m. 2013)
  - Harold Washington, chính khách Mỹ (m. 1987)
- 1924 – Ngài Neville Marriner, nghệ sĩ vĩ cầm kiêm nhạc trưởng Anh (m. 2016)
- 1927 – Robert Mills, nhà vật lý Mỹ (m. 1999)
- 1930 – Vigdís Finnbogadóttir, Thủ tướng Iceland
- 1933
  - Roy Clark, nhạc sĩ Mỹ (m. 2018)
  - Elizabeth Montgomery, nữ diễn viên Mỹ (m. 1995)
- 1936 – Raymond Poulidor, vận động viên đua xe đạp Pháp (m. 2019)
- 1938 – Hso Khan Pha, chính khách Myanmar (m. 2016)
- 1939 – Claudia Cardinale, nữ diễn viên Tunisia
- 1940
  - Jeffrey Archer, tác giả Anh
  - Robert Walker Jr., nam diễn viên Mỹ
  - Willie Davis, vận động viên bóng chày Mỹ
- 1942
  - Francis X. DiLorenzo, Giám mục Thiên chúa Mỹ
  - Walt Hazzard, vận động viên bóng rổ Mỹ
  - Kenneth Lay, thương gia Mỹ (m. 2006)
- 1944
  - Dzhokhar Dudaev, lãnh đạo Chesnia (m. 1996)
  - Dave Edmunds, nhạc sĩ Wales
- 1945 – Frank DiLeo, nam diễn viên Mỹ
- 1947
  - Lois Chiles, nữ diễn viên Mỹ
  - Mike Chapman, nhà viết nhạc
- 1948 – Michael Kamen, nhà soạn nhạc Mỹ (m. 2003)
- 1949
  - Tonio K, ca sĩ Mỹ
  - Alla Pugachyova, ca sĩ Nga
- 1950 – Amy Wright, nữ diễn viên Mỹ
- 1951 – Heloise, báo biên tập viên Mỹ
- 1954 – Seka, nữ diễn viên khỏa thân Mỹ
- 1955 – Dodi Al–Fayed, thương gia Ai Cập (m. 1997)
- 1957 – Evelyn Ashford, vận động viên điền kinh Mỹ
- 1958 – Benjamin Zephaniah, nhà văn Anh
- 1959
  - Emma Thompson, nữ diễn viên Anh
  - Thomas F. Wilson, diễn viên Mỹ
- 1960
  - Tony Jones (snooker), vận động viên snooker Anh
  - Pedro Delgado, cuarơ Tây Ban Nha
- 1962 – Nawal El Moutawakel, vận động viên chạy vượt rào Morroca
- 1963 – Bobby Pepper, nhà báo Mỹ
- 1965 – Linda Perry, nhạc sĩ Mỹ
- 1966 – Samantha Fox, ca sĩ Anh
- 1967
  - Frankie Poullain, nhạc sĩ Anh (The Darkness)
  - Dara Torres, vận động viên bơi lội Mỹ
- 1968
  - Ed O'Brien, nhạc sĩ Anh (Radiohead)
  - Stacey Williams, người mẫu Mỹ
- 1969
  - Jeromy Burnitz, vận động viên bóng rổ Mỹ
  - Milton Bradley, vận động viên bóng chày Mỹ
- 1970 – Flex Alexander, nam diễn viên Mỹ
- 1972 – Arturo Gatti, vận động viên quyền anh Canada
- 1974
  - Danny Pino, nam diễn viên Mỹ
  - Josh Todd, nhạc sĩ Mỹ (Buckcherry)
- 1975 – Paul Dana, người lái xe hiếm Mỹ (m. 2006)
- 1977 – Chandra Levy, American Congressional intern (m. 2001)
- 1978
  - Austin Aries, vận động viên đấu vật Mỹ
  - Luis Alfonso Rodríguez López-Cepero[1], ca sĩ Puerto Rico
- 1980
  - Raúl López, vận động viên bóng rổ Tây Ban Nha
  - Victor Núñez, cầu thủ Costa Rica
  - Fränk Schleck, vận động viên Luxembourg
- 1981
  - Andrés d'Alessandro, cầu thủ Argentina
  - Seth Wulsin, nghệ sĩ Mỹ
- 1983 – Ilya Kovalchuk, vận động viên hockey Nga
- 1986 – Quincy Owusu-Abeyie, cầu thủ bóng đá Hà Lan
- 1990 – Emma Watson, nữ diễn viên Anh
- 1991 – Arioka Daiki, nam ca sĩ, diễn viên Nhật Bản
- 1992 – Amy Diamond, ca sĩ Thụy Điển
- 1995 – Kim Nam-Joo, ca sĩ thuộc nhóm nhạc nữ Hàn Quốc Apink

## Mất

### Việt Nam
- 885 – Nguyễn Phúc Miên Phú, tước phong Phù Mỹ Quận công, hoàng tử con vua Minh Mạng nhà Nguyễn (s. 1817).

### Các quốc gia khác
- 69 – Otho, Hoàng đế La Mã (s. 32)
- 1765 – Mikhain Vasiliêvích Lômônôxốp, nhà bác học người Nga
- 1865 – Abraham Lincoln Tổng thống Mỹ thứ 16, người có công bãi bỏ chế độ nô lệ) (s. 12/2/1809),
- 1898 – Kepa Te Rangihiwinui, thủ lĩnh quân đội Maori
- 1989 – Hồ Diệu Bang, Tổng Bí thư đảng Cộng sản Trung Quốc, nhà cải cách (s. 1915).
- 1998 – Pol Pot, lãnh tụ của Khmer Đỏ (s. 1925).

## Những ngày lễ và ngày kỷ niệm
- … 1993, 2004, 2015 … – Thứ năm trong tuần lễ sau Lễ Phục Sinh